# 浜渦武生
浜渦 武生（はまうず たけお、1947年 - ）は、日本の実業家、元議員秘書。国会議員政策担当秘書や東京都知事特別秘書を経て、東京都副知事、東京交通会館副社長、東京都参与を歴任した。自民党の保守派議員グループ青嵐会の裏方を務めたほか、石原慎太郎の側近として知られ、肝煎りで東京都副知事に就任した。

## 経歴

### 東京都副知事就任まで
高知県安芸郡北川村出身。大学時代に石原慎太郎と知り合う。1970年、関西大学文学部新聞学科卒業後は石原の秘書を務める傍ら、“新潮塾”という寺子屋のようなものをつくって後進の学生の指導に当たる。ここを拠点に日本学生同盟の在阪メンバーとも親交があり、関西では多少名の知れた右翼活動家だった。大学時代の同級生たちの評判では、学生時代の浜渦は「空手をやっていて関西の右翼連中も一目置く」存在だったという。
石原が参院から衆院に転じた1972年、公設秘書となる（〜1986年）。その後、鴻池祥肇衆院議員の公設秘書、石原の政策担当秘書、鴻池の政策担当秘書を歴任する。
1999年5月から石原慎太郎東京都知事の特別秘書となる。

### 東京都副知事時代
2000年7月、東京都副知事に就任する。
自分への面会の可否を権力増大の手段としていた。会ってもらえない都職員は、"お手紙"（各部局が今後進めようとしている施策の要点をA4判用紙にまとめたもの）を副知事本人ではなく秘書へ渡し、返事（"○"とあれば了解。"×"だと練り直し。）も秘書から受け取る。幹部を叱責する際には"詫び状"を取るのが常であり、"詫び状"を「手書きで出し直せ」という強圧的な姿勢で都職員を服従させた。さらに、意に沿わない実力派の幹部を都庁から早期勧奨退職させ、独裁的な体制を築いた。
2005年3月には、都が練馬区に建設した東京都社会福祉総合学院について都議会予算委で浜渦が民主党に質問を依頼した事実が35年ぶりに設置された百条委員会で判明し、2005年5月12日には同委員会は質問依頼を否定した浜渦副知事の偽証を認定した。2005年6月2日の都議会で問責決議が可決され、7月、副知事を辞職する。石原は浜渦が民主党にやらせ質問を依頼したことについて、「やっぱり責任政党の自民党が質問してくれたら一番よかったと思うし、だから僕はそうさせろと言った」と述べ、自民党に質問を依頼するよう指示したことにも言及している。また、「どうも自民党も動きそうもない。それで、民主党ということになったのかな」と述べた。石原知事は「やらせ質問」の是非に関しても「話題になれば非常にいいなと思った。それが議会ってもんじゃないの」と肯定的な見解を示している。

### 副知事退任後
2005年9月、東京都が出資する外郭団体である第三セクターのビル会社東京交通会館の副社長に天下りする。石原知事は「その後の就職の世話を都としてするのは当然じゃないですか」「あの人材を埋もらせるわけにいかないでしょう、それっきりにして。東京都のためにこれからも働いてもらいますよ」との見解を示した。また、石原知事は定例記者会見で浜渦副知事を「非常に有能な腹心」、「余人を以って代え難い」と再三持ち上げ、「最後は浜渦と私で涙を流して話した。泣いて馬謖（ばしょく）を切る以上に大事な人材」と心境を吐露している。
2006年7月22日には石原により都の参与（都政の課題について知事に助言する非常勤の特別職）に任命されるも、猪瀬直樹知事に再任されず、2013年3月末で退任した。
2017年5月、築地市場移転問題に関して、赤星経昭（当時都政策報道室理事）と共に百条委員会から偽証罪で告発されたが18年3月に不起訴処分。

## 人物像
趣味は狩猟で、キャリアはすでに20年になる。座右の銘は“質実剛健”。
たびたび暴力事件を起こし問題になっていたが、石原は2000年10月27日の定例記者会見で「（殴り合いなど）男の世界には良くあること。むしろ無い方が嘆かわしいね」と述べ、浜渦を擁護した。